# Diglyphomorpha
Diglyphomorpha is een geslacht van vliesvleugeligen uit de familie Eulophidae. De wetenschappelijke naam van dit geslacht is voor het eerst geldig gepubliceerd in 1904 door Ashmead.

## Soorten
Het geslacht Diglyphomorpha is monotypisch en omvat slechts de volgende soort:
- Diglyphomorpha aurea (Howard, 1894)